# Кадриору (стадион)
Стадион „Кадриору“ (на естонски Kadrioru staadion) е многофункционален стадион в столицата Талин, Естония. Наречен е на квартала, в който се намира.
Построен е през 1924 г. и разполага с 5000 места. Използва се най-често за футболни мачове; приема домакинските срещи на местния футболен отбор „Левадия“.